# 曉廬
曉廬（英語：Highcliff），是位於香港東半山司徒拔道41D的高尚住宅，由中建企業發展，於2003年1月開始入伙。
曉廬設計為一梯兩伙，共設113伙單位，每戶實用面積約2700呎。曉廬樓高73層，252米，是香港摩天大樓之一，是目前香港最高的豪華住宅大樓。

## 歷史
在2005年10月，曉廬已經有入伙紙，不過在2006年8月，大部份的單位仍然在發展商手上，作長線投資。曉廬總共有110戶，其中30戶銷售，其他則由發展商予以出租。
目前的曉廬是一個重建物業，其前身是由兩座大廈組成，高度比重建後的新廈矮小得多。重建前的門牌號碼則是42號。

## 特色
曉廬外貌是天藍色的玻璃幕牆，設計全部是3,600平方呎以上、4房2廳的大單位，浴室可以遠眺跑馬地馬場。
曉廬的建築結構狹窄而高，強大的風力會使建築物搖晃，特別是香港夏季常遇到的颱風，為了解決這個問題，曉廬引進了阻尼系統，這是全球首個設有這個系統的住宅大樓，系統能使建築的搖晃減至最低，使住客在這高窄的大樓內感到舒適。建築師認為摩天大樓不一定需要把升降機設為高低區，曉廬是採用單一的升降機系統，不同樓層的住客使用同一套升降機組，這樣亦可善用這細小的空間。
曉廬的外觀很明顯是看不出那個方向才是正面的，畢竟這是一幢豪華住宅，建築師希望凸顯這幢建築物與周圍的大廈有強烈的分別。

## 設施
曉廬提供設施包括室外泳池、兒童嬉水池、兒童遊樂場 / 兒童遊戲室、健身室、桑拿浴室、蒸氣浴室、閱讀室 / 溫習室、宴會廳、舞蹈室等等。
既然稱得上超級豪宅，住客當然非富則貴。要數名人住客，不得不提中建主席許世勳之子、城中名人許晉亨，在2007年與李嘉欣結婚前，獲父親送贈曉廬兩個當時市值近兩億港元的高層單位作為結婚禮物，其後他們將單位打通自住，裝修費達千萬元。除此之外，思捷（港交所：0330）前主席邢李㷧林青霞夫婦，以及演藝界巨星張學友，羅美薇夫婦一家四口，亦家住曉廬。至於其他名人買家，則包括早於2004年底入市的俊文珠寶陳俊文及陳浩江兄弟；太興置業（港交所：0277）主席陳海壽於2007年5月購入一伙。
曉廬一向交投疏落，連同2009年8月27日拍賣售出的單位在內，2009年至今只有約3宗成交，呎價由1.7萬至2.28萬港元。而物業至今的呎價紀錄成交，為2008年中售出的55樓B室，3676方呎單位，成交呎價逾2.7萬港元，涉資逾1億元。
而66樓A、B室，連5個車位於2012年8月底以3.688億元易手，物業A室面積3816方呎、B室3676方呎，以總面積7492方呎計，呎價49,226元。買家以GPHK Company Limited作登記。

## 鄰近
- 寶雲道
- 港安醫院
- 玫瑰新邨
- 御峯

## 外部連結
- 官方網站 （页面存档备份，存于）
- 明報財經頻道：曉廬 （页面存档备份，存于）
- 摩天大樓
- 2005年10月推出的摩天大樓曉廬